# نجاندزال
نجاندزال هي بلدة صغيرة تقع في جزيرة أنجوان في جزر القمر. بلغ عدد سكانها 4,252 نسمة حسب إحصاء عام 1991.